# Thomas Thomson (botànic)
Thomas Thomson   (Glasgow, 4 de desembre de 1817 - Londres, 18 d'abril de 1878) va ser un cirurgià escocès de la British East India Company abans de convertir-se en botànic. Va ser amic de Joseph Dalton Hooker i va ajudar a escriure el primer volum de Flora Indica.
Va nàixer a Glasgow, fill de Thomas Thomson, professor de química a la Universitat de Glasgow. Es va graduar com a doctorat a la Universitat de Glasgow el 1839, i va ser nomenat cirurgià adjunt a l'Exèrcit de Bengala el 21 de desembre de 1839.
Va servir durant la campanya dins Afganistan (1839-1842) i va estar present a la captura de Ghazni el 1839, on el van fer presoner el març de 1842, però va ser alliberat el 21 setembre de 1842. Va servir en la campanya de Sutlej (1845-46). També va estar present a Firuzshahr, i en la Segona Guerra Sikh (1848-49).
Durant l'any 1847 i el següent, Thomson va servir a la Comissió de Frontera de Kashmir sota el lideratge d'Alexander Cunningham (Henry Strachey era l'altre comissari). Va explorar la frontera del nord de Kashmir, al llarg del Karakoram.
Va ser promogut cirurgià l'1 de desembre de 1853 i Cirurgià Major el 21 de desembre de 1859.
Esdevingué Superintendent del Jardí Botànic de Calcuta de l'Honorable Companyia de l'Est de l'Índia i va passar a ser el naturalista i Membre de la Missió del Tibet. Va ser admés com a Membre de la Royal Society el 1855 i es va retirar el 25 de setembre del 1863. El 1866, li va ser atorgada la medalla d'or de la Royal Geographical Society.
Va morir a Londres (Anglaterra) el 18 d'abril del 1878.